# Provincia de Manicalandia
Manicalandia es una provincia de Zimbabue. Tiene una superficie de 36.459 km² y una población aproximada de 1,7 millones en 2012. Su capital es la ciudad de Mutare.

## Distritos

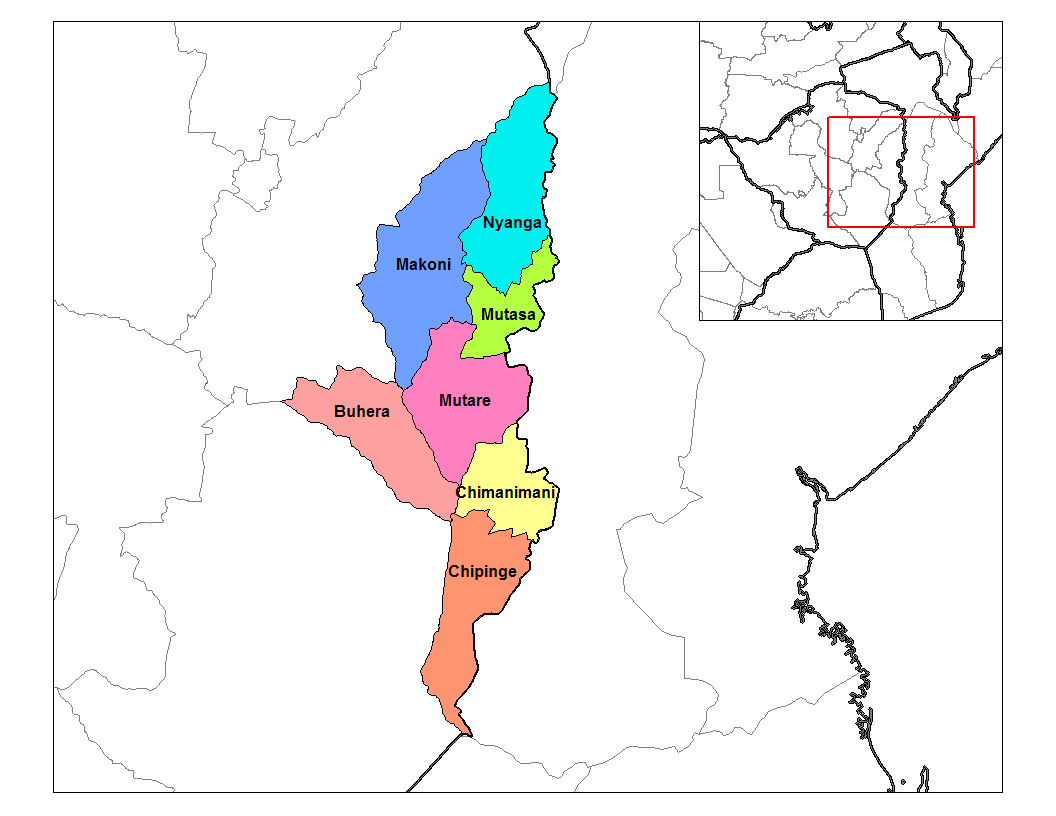
Distrito de Manicalandia

La provincia se divide en siete distritos rurales y tres ciudades:
- Distrito de Buhera
- Distrito de Chimanimani
- Distrito de Chipinge
- Distrito de Makoni
- Distrito de Mutare
- Distrito de Mutasa
- Distrito de Nyanga
- Mutare
- Chipinge
- Rusape

- Datos: Q465847
- Multimedia: Manicaland Province / Q465847